# Новочеркасский завод синтетических продуктов
Новочеркасский завод синтетических продуктов (НЗСП) — российское законсервированное предприятие, специализированное на производстве веществ органической химии, метанола и формалина, малеинового ангидрида, также производил углекислоты, пенообразователи, товары народного потребления (клеящий карандаш из отбракованного кровезаменителя, детские цветные карандаши «Полицвет», моющее средство «Прогресс», химические удобрения) и др., находящееся в городе Новочеркасске Ростовской области.

## История предприятия
НЗСП начал свою историю в 1952 году, и был одним из самых больших предприятий на юге СССР, специализирующимся на производстве органической химии.
На предприятии уделялось большое внимание охране труда. Например, систематично проводились замеры условий труда, за 10 месяцев 1965 года было сделано более 6 тысяч замеров загрязнённости воздуха. Были устранены острые отравления и профессиональные заболевания. Также помимо прочего завод снабжал посёлок Октябрьский питьевой водой, так как на заводе находились очистные сооружения.
С 1993 года администрация города потеряла контроль над НЗСП в связи с тяжелой обстановкой в государстве.
С конца 1990-х по середину 2000-х годов территория завода пришла в упадок. В 2009 году все цеха завода были остановлены. В 2014 году на месте новой площадки НЗСП был основан Новочеркасский индустриальный парк для создания индустриальной зоны на месте закрытого завода.
В настоящее время предприятие законсервировано, производится демонтаж оборудования, на территории новой площадки НЗСП организован Новочеркасский индустриальный парк, однако несмотря на это, цех № 15 функционирует, а на старой ведется снос аварийных цехов.